# Hartland, Waukesha County, Wisconsin
Hartland är en ort i Waukesha County, Wisconsin i USA. Den ligger vid Bark Rivers flodbank. Bark River är en biflod till Rock River som i sin tur en biflod till Mississippifloden. Hartland är en förort till Milwaukee. Enligt 2010 års census var befolkningen 9 110.

## 2010 folkräkning
Enligt folkräkningen 2010 bodde det 9 110 personer fördelade på 3 566 hushåll och 2 440 familjer i byn.
Av de 3 566 hushållen hade 37,3 % hemmaboende barn under 18 år. 54,4 % var sammanboende gifta par. 10,2 % var kvinnliga singelhushåll, 3,8 % manliga. Den genomsnittsliga hushållsstorleken var 2,55 personer och den genomsnittsliga familjestorleken var 3,12 personer. 
Byns medianålder var 37,5 år. 28 % av invånarna var under 18 år, 7,3 % var 18 till 24 år, 26,4 % var 25 till 44, 28,2 % var 45 till 64 och 10 % var 65 år eller äldre. Könsfördelningen var 47,4 % män och 52,6 % kvinnor.

## Kända personer från Hartland
- Ben Askren (f.d. MMA-utövare och olympisk brottare)